# Orange Town站

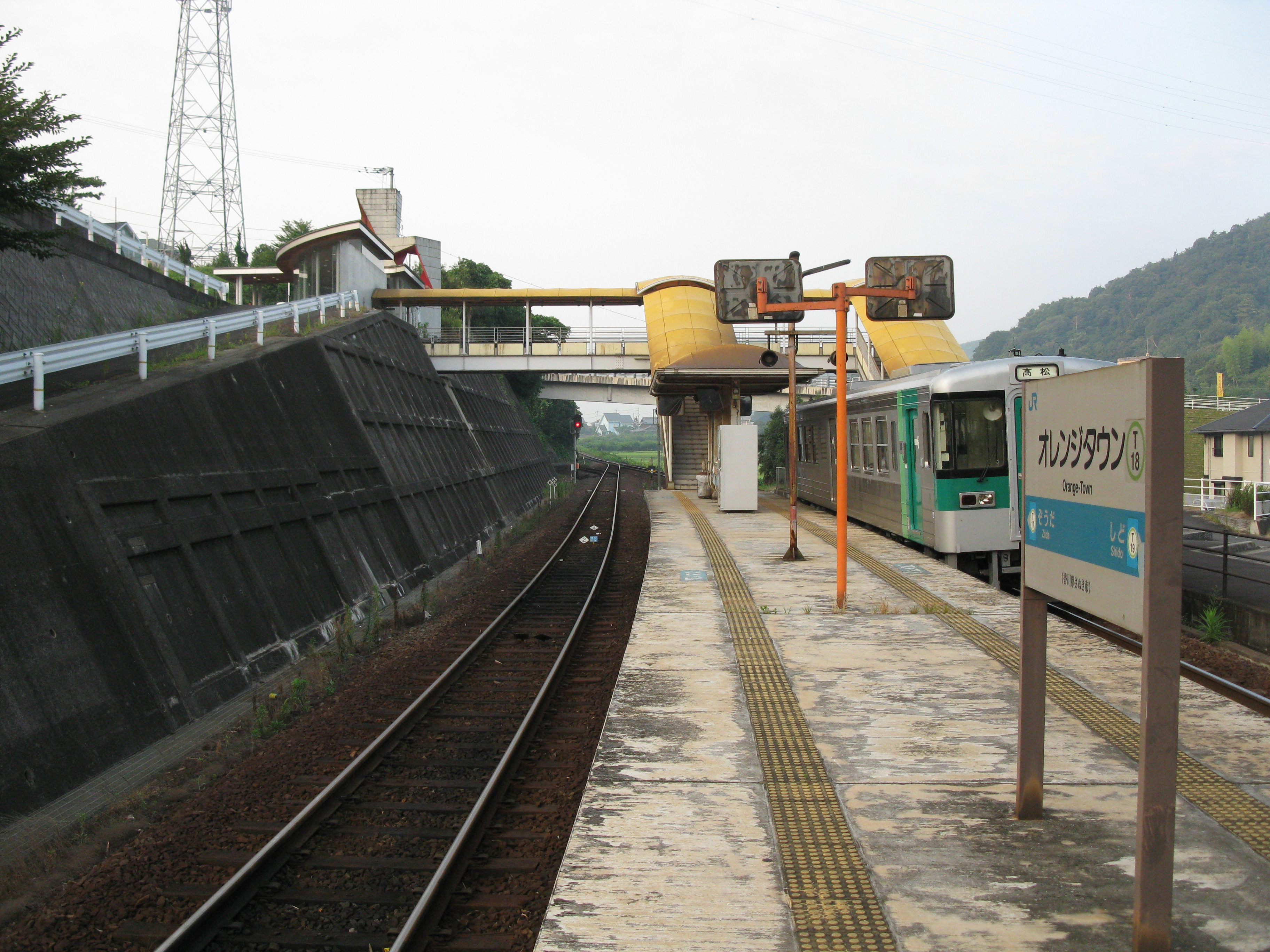
月台(2010年8月)

Orange Town站（日语：／ Orenjitaun eki */?）是位於日本香川縣讚岐市志度，隸屬於四國旅客鐵道（JR四國）的鐵路車站。車站編號為T18，是線內最新設立的車站，亦是JR四國成立以後第3個新設的車站，於1998年啟用。本站主要靠停普通列車，每天朝早及晚上則共提供10班特急列車停靠，若不計算特急全通過的車站，是線內最少特急列車停靠的車站。
本站是JR四國眾車站中唯一以全片假名標示的車站，事實上在日本，這類以全片假名標示的亦很少見（較著名的有位於北海道的新雪谷、苫鵡和位於大阪府的環球影城等）。車站的命名是因為附近為JR四國屬下專營房地產事業的全資子公司四鐵不動產所斥資建成的住宅社區「Orange Town」而得來。本來JR四國以興建車站來吸引居民乘搭，但由於社區鄰近國道出入口，大部份居民都擁有車輛，其次是車站所在地其實位於社區的北端邊沿位置，能服務步行圈內的居民為數不多，而最大的致命傷，是社區發展至今已經超過20年，但土地空置率仍然十分高，相比讚岐市內另一個新區「南志度 New Town」，雖然遠離火車站，但入住率卻十分高，種種原因，都令車站一直以來使用率均不高。

## 車站結構

### 站房
本站為鋼筋混凝土、鐵架及玻璃所建成的單層式站房，位於東邊出入口。其中向車站廣場一方皆用上全落地玻璃幕牆，以加強自然光線透入車站內。站房左側為候車大堂、洗手間及儲物室，當中洗手間及儲物室均由站外進入，全部外牆均配以混凝土磚牆作為主材料，以區份站外設施及候車大堂部份，頂部則加設了以裝飾為主、由幾何圖案所組成的屋頂。而候車大堂則由正門進入，靠近山坡一邊的牆壁用回混凝土磚牆，並在此設置了數排候車座椅。至於站房右邊，當經過一小段下行小樓梯後，便到達通往月台及西邊出口的行人天橋。而在天橋中央對向樓梯口則設置了一部簡易式售票機，以方便從東、西口進站的乘客皆能容易地購票。至於入口的正前方，則設有一個小型的半圓形觀景台，可以望向西口方面的風景，不過大部份時間都因相關的玻璃門被鎖上而無法前往。

### 月台配置
設有島式月台1個，共提供1面2線的配置。其中距離站房較遠的一方為1號月台，屬主線道，亦是主要的發車月台，不停本站的特急列車也是沿主路軌通過；較近站房的2號月台為側線月台，只供在交換列車或避車時才使用。月台長度為約90米，有效長度為4輛，其中月台末端向造田站方向約1輛列車長度為有蓋候車亭，並且連接至有蓋行人天橋，分別通往車站站舍及西邊出口。兩邊路軌當離站後均設有緊急轉轍器及緊急路軌。
由於「渦潮」4號採用5輛編成列車，而本站月台並未能對應，所以列車到站時會啟動選擇性車門操作，使最後一節車廂的車門不會打開。
月台原來亦有無障礙通道，在往志度方向的月台末端設有斜道，並橫過2號月台路軌的平交道後，沿路前往西面出入口，但目前兩邊通道都已被閘門所封閉，平常時間不能打開使用。
| 月台 | 路線    | 方向 | 目的地                   |
| ---- | ------- | ---- | ------------------------ |
| 1、2 | ■高德線 | 上行 | 往志度、高松方向         |
| 1、2 | ■高德線 | 下行 | 往三本松、引田、德島方向 |

## 歷史
- 1998年3月14日：開業。

## 歷年乘客人數
| 乘車人員推算 | 乘車人員推算    | 乘車人員推算    |
| 年度         | 1日平均上車人數 | 1日平均下車人數 |
| ------------ | --------------- | --------------- |
| 2008年       | 145             |                 |
| 2009年       | 131             |                 |
| 2010年       |                 |                 |
| 2011年       |                 |                 |
| 2012年       |                 |                 |
| 2013年       |                 |                 |
| 2014年       |                 |                 |
| 2015年       |                 |                 |
| 2016年       |                 |                 |
| 2017年       | 108             | 109             |
| 2018年       | 119             | 118             |

## 相鄰車站
※停靠此站的一部分特急「渦潮」的相鄰停靠站參見列車條目。
四國旅客鐵道（JR四國）
■高德線
志度（T19）－橘鎮（T18）－造田（T17）

## 軼事
- 2002年5月27日，一隻龜被發現夾在車站其中一端的轉轍器上，令轉轍器不能發揮正常功能並觸及安全剎車系統，結果令列車服務一度受阻。